# Echenais monina
Echenais monina är en fjärilsart som beskrevs av Doubleday 1847. Echenais monina ingår i släktet Echenais och familjen Riodinidae. Inga underarter finns listade i Catalogue of Life.